# Camelopteryx multicolor
Camelopteryx multicolor là một loài bướm đêm trong họ Geometridae.